# Gabriel Fránek
Gabriel Fránek (13. prosince 1859 Troubky-Zdislavice – 9. února 1930 Győr, Maďarsko) byl český skladatel a dirigent.

## Život
Vystudoval Piaristické gymnázium v Kroměříži. Hudební vzdělání získal na Pražské konzervatoři a pokračoval dalším studiem v Berlíně a ve Vídni.
Byl varhaníkem a ředitelem kůrů v několika rakousko-uherských městech a nakonec se v roce 1894 stal ředitelem kůru v katedrále sv. Štěpána v Győru. Uváděl zde často chrámové skladby českých autorů. Pohostinsky dirigoval orchestry v Pešti a Prešpurku (Bratislava), kde v roce 1903 uvedl Missu solemnis Ludwiga van Beethovena.

## Dílo (výběr)
Jako ředitel kůru je autorem mnoha chrámových skladeb, z nichž některé byly vydány i tiskem. Kromě toho však komponoval i hudbu světskou. Některé své sbory věnoval moravským pěveckým sdružením.

### Vokální skladby
- Cedra (opera, provedena mj. v Olomouci)
- Simon Judit (kantáta)
- Zách Klára (kantáta)

### Sbory
- Moravská (na slova Františka Sušila, 1883)
- Cizina a vlast
- Hunyadi
- Hunyadi Lásló

### Ostatní
- Rákoczi nótája (Píseň Rákocziho), symfonická báseň
- Erotopegnion (koncertní etuda pro klavír)